# (6310) Jankonke
(6310) Jankonke (1990 KK) – planetoida z pasa głównego asteroid okrążająca Słońce w ciągu 2,65 lat w średniej odległości 1,91 j.a. Odkryta 21 maja 1990 roku.